# Rio Tombigbee
O rio Tombigbee é um afluente do rio Mobile, de aproximadamente 644 km de comprimento, nos estados norte-americanos de Mississippi e Alabama. É um dos seus dois principais rios, juntamente com o rio Alabama, que se unem para formar o pequeno rio Mobile antes de desaguar na Baía de Mobile, no Golfo do México. A bacia das águas do Tombigbee abarca a maior parte da planície costeira rural do oeste do Alabama e do nordeste do Mississippi. O rio proporciona uma das rotas principais de navegação comercial no sul dos Estados Unidos, sendo navegável ao longo da maior parte do seu percurso através de eclusas e unido no seu parte superior com o rio Tennessee através da Canal de Tennessee-Tombigbee.